# ブダペスト東駅
座標: 北緯47度30分01秒 東経19度05分02秒 / 北緯47.50028度 東経19.08389度

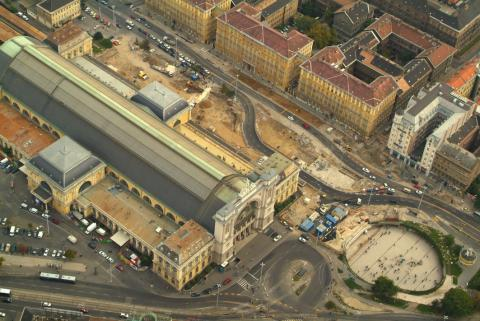
俯瞰

ブダペスト東駅（ハンガリー語: Budapest Keleti pályaudvar, Budapest Keleti pu）またはブダペスト・ケレティ駅は、ハンガリーの首都ブダペスト・ヨージェフヴァーロシュ(Józsefváros)(8区)にあるブダペストで最大のターミナル駅である。バロシュ広場(Baross)に面している。駅舎はイクレクティシズム様式によって1881年から1884年にかけて建てられ、その当時ヨーロッパではもっともモダンな駅舎とされていた。駅舎はジュラ・ロッホリッツ(Gyula Rochlitz)とヤーノシュ・フェケテェハージ(János Feketeházy)の設計によるものである。ファサードに装飾されている、2つの彫像はジェームズ・ワットとジョージ・スチーブンソンである。
ブダペスト東駅はブダペスト地下鉄2号線(M2、東西線)にも接続しており、地下鉄駅の長さは93m、ホーム長80m、深さ14mを有している。2014年に4号線(M4)が開通し、ブダペスト東駅に接続する見込み。東駅とフェレンツ・リスト国際空港を結ぶアクセス列車の計画もある。現在、ブダペストを発着するほとんどの国際列車はブダペスト東駅を発着している。